# Igrišče Glazija
Igrišče Glazija – nieistniejący już stadion sportowy w Celje, w Słowenii.
Boisko na Glaziji zostało utworzone przez niemiecki Cillier Deutsche Sportverein, który pierwsze spotkanie rozegrał na nim 14 lipca 1901 roku przeciwko Laibacher Sportverein (1:4). Przed I wojną światową z obiektu korzystał także klub Atletik. Po wojnie na stadion wprowadził się zespół SK Celje (późniejszy NK Kladivar, obecnie pod nazwą NK Celje). Drużyna ta korzystała ze stadionu na Glaziji do 1983 roku, kiedy to uległ on likwidacji a klub przeniósł się na obiekt „Skalna klet”. Na Glaziji zespół ten święcił swoje największe sukcesy w czasach Jugosławii (w tym gra na drugim poziomie ligowym w sezonie 1964/1965).
Stadion znajdował się przy ulicy Lublańskiej (Ljubljanska cesta). Obiekt do 1936 roku nie posiadał szatni ani ogrodzenia. Od 1951 roku prowadzono dalsze prace nad rozbudową stadionu. Rekord frekwencji areny padł latem 1964 roku, kiedy to mecz o awans do II ligi z drużyną z Karlovaca obejrzało 8000 widzów.